# Московский международный кинофестиваль 2019
XLI Московский международный кинофестиваль проходил в Москве с 18 по 25 апреля 2019 года.

## Жюри
В жюри основного конкурса вошло пять человек :
- Ким Ки Дук, режиссёр — председатель жюри
- Семих Капланоглу, режиссёр
- Валя Сантелла, режиссёр
- Ири́на Апекси́мова, актриса
- Мария Ярвенхельми, актриса

## Основная программа
- «Воскресенье» (Светлана Проскурина, Россия)
- «День субботний» (Мостофа Сарвар Фаруки, Бангладеш, Германия, Россия)
- «Жизнь морских обитателей» (Чжан Чи, Китай)
- «Импровизаторы» (Сабу, Япония)
- «Капкан» (Сейид Чолак, Турция)
- «Медовый месяц в Згеже» (Элиз Отценбергер, Франция)
- «Моя жизнь на втором курсе» (Расул Садр Амели, Иран)
- «Надо мною солнце не садится» (Любовь Борисова, Россия)
- «Она смеётся» (Валерио Мастандреа, Италия)
- «Отец Ночь» (Давис Симанис мл., Латвия)
- «Пустота» (Алекси Салпенперя, Финляндия)
- «Тренинг личностного роста» (Фархат Шарипов, Казахстан)
- «Эпидемия. Вонгозеро» (Павел Костомаров, Россия)

- Фильм открытия: «Видок: Охотник на призраков» (Жан-Франсуа Рише, Франция)
- Фильм закрытия: «Встреча с Горбачёвым» (Вернер Херцог, Великобритания, Германия, США)

## Награды фестиваля
- Главный приз «Золотой Георгий»: Тренинг личностного роста, Казахстан, реж. Фархат Шарипов
- Специальный приз жюри «Серебряный Георгий»: Жизнь морских обитателей, Кита́й, реж. Чжан Чи
- Приз «Серебряный Георгий» за лучшую режиссёрскую работу: Валерио Мастандреа, Она смеётся, Италия
- Приз «Серебряный Георгий» за лучшее исполнение мужской роли: Томми Корпела, Пустота (Tyhjiö), Финляндия
- Приз «Серебряный Георгий» за лучшее исполнение женской роли: Соха Нясти, Моя жизнь на втором курсе, Иран[1]